# Leproplaca
Leproplaca (Nyl.) Nyl. – rodzaj grzybów z rodziny złotorostowatych (Teloschistaceae). Ze względu na współżycie z glonami zaliczany jest do grupy porostów.

## Systematyka i nazewnictwo
Pozycja w klasyfikacji według Index Fungorum: Teloschistaceae, Teloschistales, Lecanoromycetidae, Lecanoromycetes, Pezizomycotina, Ascomycota, Fungi.
Takson niepewny. Index Fungorum uznaje go za synonim rodzaju Caloplaca (jaskrawiec), jednak akceptuje dwa gatunki należące do rodzaju Lerproplaca.

## Gatunki
- Leproplaca chrysodeta (Vain.) J.R. Laundon 1974 – jaskrawiec rozproszony
- Leproplaca xantholyta (Nyl.) Nyl. 1888 – jaskrawiec proszkowaty

Nazwy naukowe na podstawie Index Fungorum. Uwzględniono tylko taksony zweryfikowane. Nazwy polskie według W. Fałtynowicza.